# Hoằng Thái

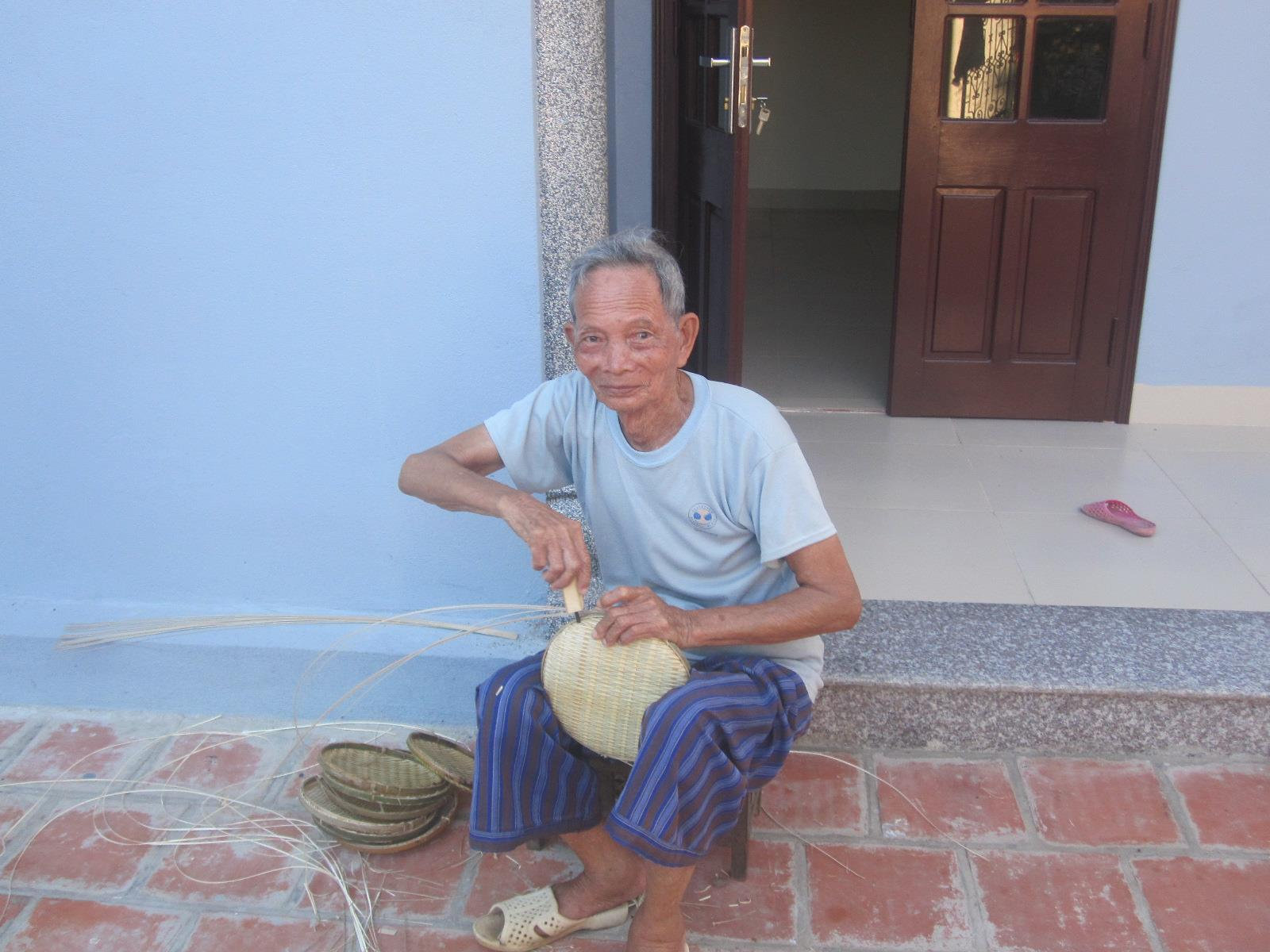
Một cụ ông cao tuổi trong xã đang nức rá, đây là công đoạn cuối cùng để ra thành phẩm là chiếc Rá hoàn chỉnh. Mây tre đan là nghề thủ công rất phát triển tại xã Hoằng Thái trong những năm 90s và 2000s

Hoằng Thái  là một xã cũ thuộc huyện Hoằng Hóa, tỉnh Thanh Hóa, Việt Nam. Cách trung tâm thị trấn Bút Sơn khoảng 3 km. Tổng diện tích của xã khoảng gần 3km2 , dân số năm 2019 là 4215 người,

## Địa lý
Xã Hoằng Thái nằm ở phía Đông Nam của Huyện Hoằng Hoá. Phía Bắc giáp xã Hoằng Đồng, phía Nam giáp xã Hoằng Lộc, Hoằng Thành; phía Đông giáp xã Hoằng Thắng; phía Tây giáp xã Hoằng Thịnh.

## Lịch sử hình thành
Năm 1945 xã có tên gọi là xã Hành Đoan. Năm 1947 xã Hành Đoan sáp nhập với một số xã khác tạo thành xã Hoằng Đức. Năm 1948 xã Hoằng Đức lại tách ra làm 02 xã là xã Hoằng Thịnh và Hoằng Đức (trong đó diện tích xã Hoằng Thái ngày nay nằm trong xã Hoằng Thịnh bấy giờ) 
Năm 1953 phần phía đông của xã Hoằng Thịnh được tách ra và thành lập một xã riêng gọi là xã Hoằng Thái, ổn định từ đó đến 01/07/2025.
Hoằng Thái trước đây được chia làm 10 đội được đánh số 1 - 10, nhưng từ năm 2018 được chia lại thành 05 thôn được đánh số từ 1 - 5.
Ngành nghề chính: trên địa bàn huyện có rất nhiều nhà máy, vì vậy nghề chính của cư dân ở đây là làm công nhân cho các nhà máy, số còn lại làm nông nghiệp, thợ thủ công mây tre đan và thợ xây. Hoằng Thái hiện nay tương đối phát triển, hạ tầng tốt so với các xã khác trong huyện, theo thống kê năm 2021 thu nhập bình quân đầu người đạt 58,5 triệu đồng/người/năm, tỷ lệ hộ nghèo còn 1,17% 
Ngày 23/10/2023 trong một cuộc nói chuyện với các học sinh trường cấp 2 xã Hoằng Thái, đại diện Công an xã cho biết trong xã có khoảng 20 đối tượng nghiện ma túy . Nếu quy đổi trên số dân thì chiếm khoảng 0,47% dân số nghiện ma túy; tỷ lệ trung bình của cả nước là 0,27%. Ô nhiễm tiếng ồn do hát karaoke tại nhà cũng là một tình trạng nhức nhối tại địa phương này.
Theo Nghị quyết số 1686/NQ-UBTVQH15 của Ủy ban Thường vụ Quốc hội về việc sắp xếp các đơn vị hành chính cấp xã của tỉnh Thanh Hóa năm 2025, kể từ ngày 1 tháng 7 năm 2025, xã Hoằng Thái được hợp nhất cùng các xã Hoằng Thịnh, Hoằng Thành, Hoằng Trạch, Hoằng Tân và Hoằng Lộc để thành lập xã mới mang tên xã Hoằng Lộc.

Việc sáp nhập này đánh dấu sự kết thúc 72 năm tồn tại của xã Hoằng Thái với tư cách là một đơn vị hành chính độc lập (1953-2025). Sau ngày 1/7/2025, tên gọi "xã Hoằng Thái" sẽ không còn được sử dụng trong các văn bản hành chính chính thức, tuy nhiên tên gọi này dự kiến sẽ tiếp tục tồn tại trong ký ức và đời sống cộng đồng của người dân địa phương nhiều năm nữa.

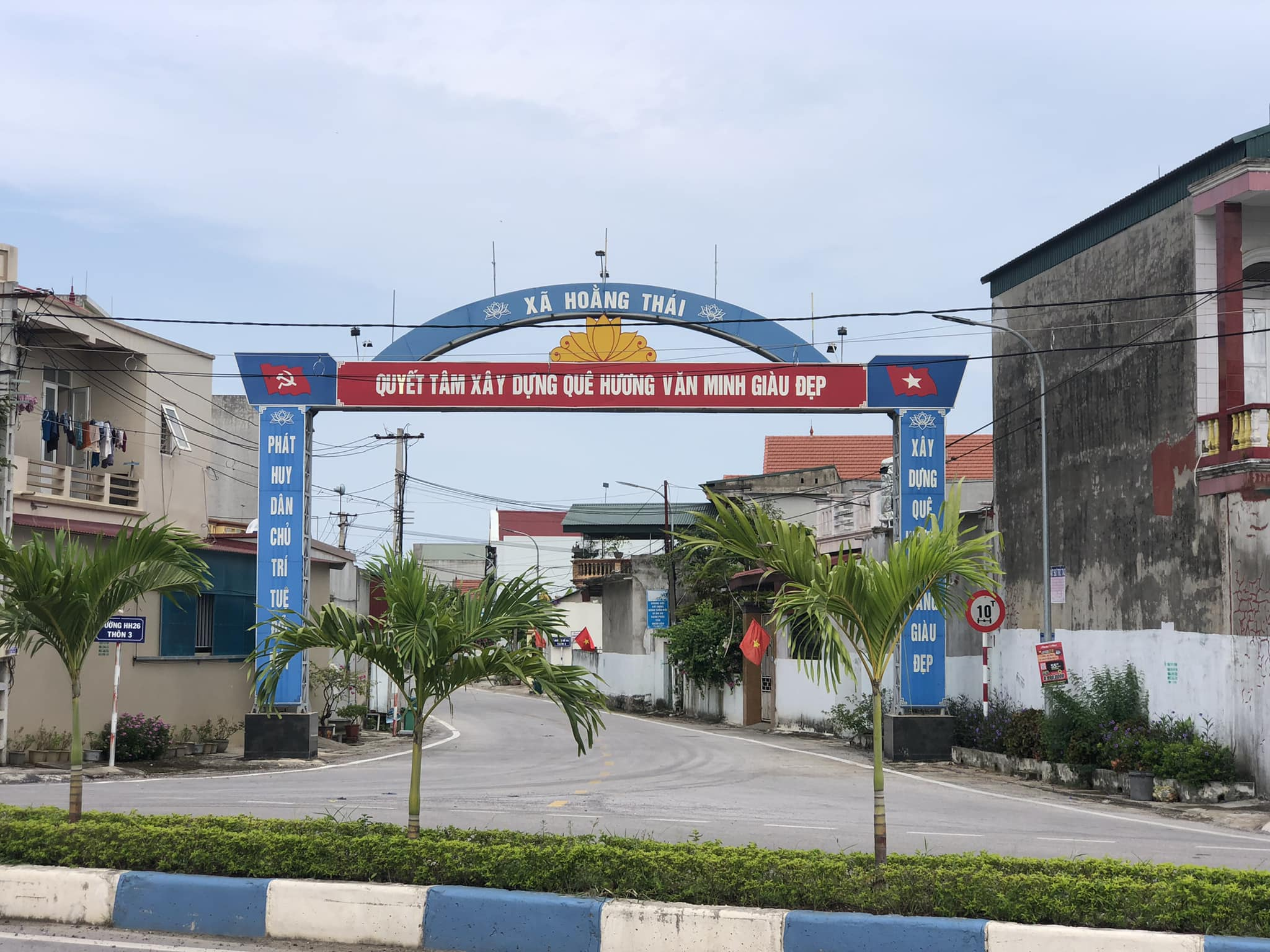
Cổng chào xã Hoằng Thái năm 2022